# Slag bij Alfarrobeira
De Slag bij Alfarrobeira vond plaats op 20 mei 1449 ter hoogte van de beek de Alfarrobeira in Alverca do Ribatejo, niet ver van Lissabon. Het was een strijd om het regentschap van koning Alfons V van Portugal.

## Achtergrond
Toen koning Eduard van Portugal in 1438 stierf was Alfons V nog een kind. De Portugese Cortes maakte bezwaar tegen het regentschap van zijn moeder Eleonora van Aragón, omdat ze van Spaanse afkomst was. De Cortes stelde de broer van Eduard voor,  Peter van Coimbra.
Alles liep voorspoedig totdat regent Peter zijn dochter Isabella van Coimbra uithuwelijkte aan Alfonso V. Alfons I van Bragança, de halfbroer van Peter, probeerde in de gunst te staan van de nieuwe koning en slaagde er in, Peter in diskrediet te brengen. Regent Peter werd beschuldigd van hoogverraad, een militaire confrontatie was het gevolg.

## Verloop en gevolg
De veldslag was kort van duur. Het koninklijk leger was vijfmaal groter dan de troepenmacht van regent Peter. Bij de eerste aanval werd Peter dodelijk getroffen door een pijl.
Tot aan zijn dood in 1461 was Alfons I van Bragança de machtigste man in Portugal.